# Rousset-les-Vignes
Rousset-les-Vignes è un comune francese di 308 abitanti situato nel dipartimento della Drôme della regione dell'Alvernia-Rodano-Alpi.

## Società

### Evoluzione demografica
Abitanti censiti